# Southern Bastards
Southern Bastards é uma série de revistas em quadrinhos publicada originalmente pela editora Image Comics, a partir de abril de 2014. Escrita por Jason Aaron e ilustrada por Jason Latour, tem como cenário a fictícia cidade de "Craw County", situada no estado americano do Alabama e inspirada na própria cidade natal de Aaron. O protagonista da série é Earl Tubb, um homem que, após anos afastado, retorna à sua cidade natal e encontra-a dominada por criminosos liderados por Euless Boss, o técnico do time de futebol americano local. Em 2015, recebeu uma indicação ao Eisner Awards, na categorias "Melhor Série". Por seu trabalho, Aaron receberia ainda uma indicação à categorias de "Melhor Roteirista".
Em Portugal a série começou a ser editada pela G. Floy Studios em 2016.